# Astragalus mongholicus
Astragalus mongholicus är en ärtväxtart som beskrevs av Aleksandr Andrejevitj Bunge. Astragalus mongholicus ingår i släktet vedlar, och familjen ärtväxter. Inga underarter finns listade i Catalogue of Life.